# Liste der Flüsse in Kanada

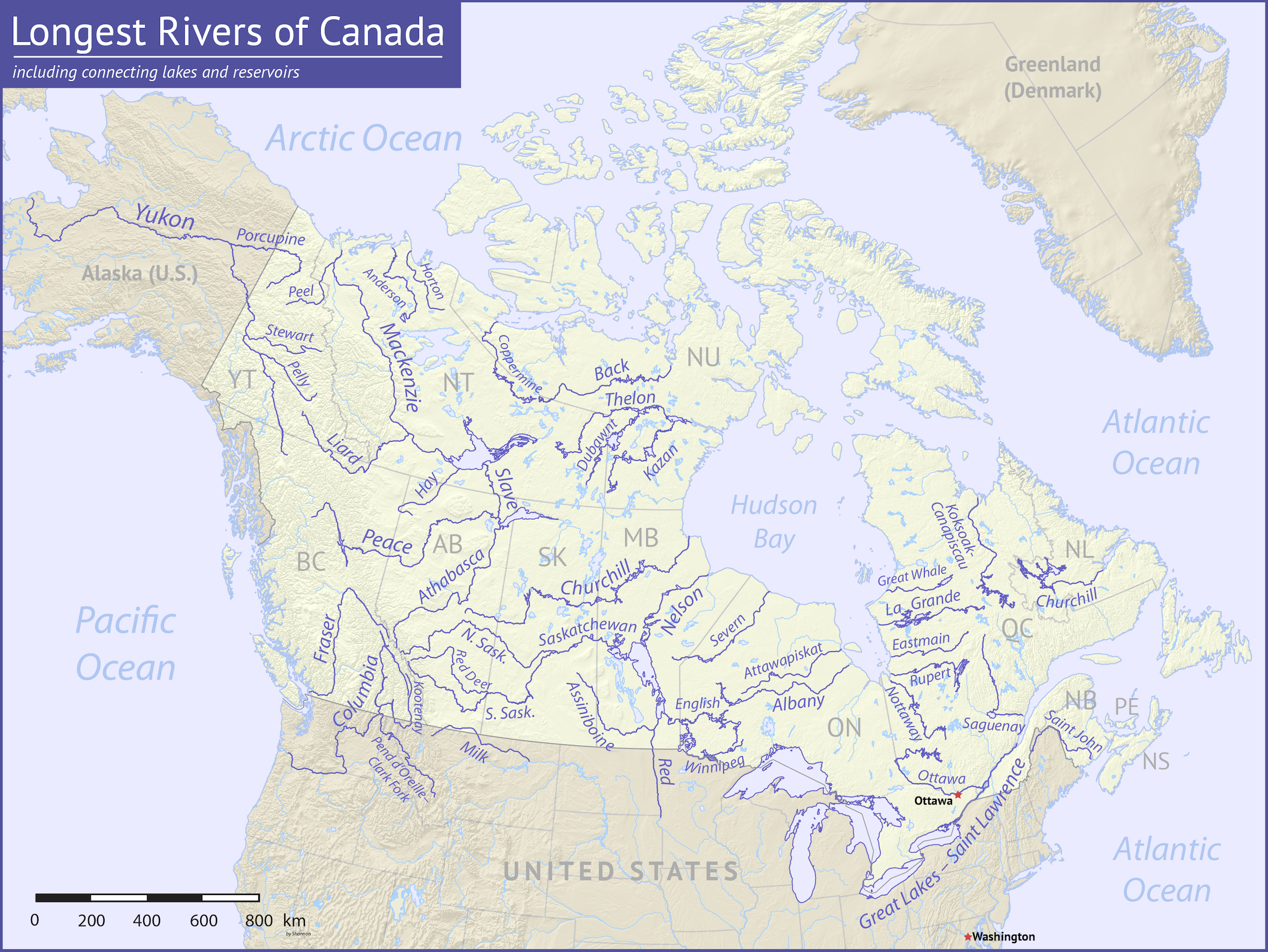
Karte mit den längsten Flüssen in Kanada

## Flüsse inKanada

### Flüsse inAlberta
Alkali Creek, Amisk River, Athabasca River, Battle River, Bearberry Creek, Beaver River, Belly River, Berland River, Berry Creek, Birch River, Blackmud River, Blindman River, Bow River, Brazeau River, Brown Creek, Castle River, Cataract Creek, Chinchaga River, Christina River, Clear River, Clearwater River (Athabasca River), Clearwater River (North Saskatchewan River), Crowfoot Creek, Cutbank River, Deep Valley Creek, Drywood Creek, East Prairie River, Elbow River, Firebag River, Fish Creek, Freeman River, Gold Creek, Groat Creek, Gros Ventre Creek, Hangingstone River, Hay River, Haynes Creek, Heart River, Highwood River, Hines Creek, House River, Iron Creek, Jackpine Creek, James River, Jumpingpound Creek, Kakwa River, Keg River, Kneehills Creek, Lafond Creek, Lee Creek, Lesser Slave River, Little Bow River, Little Paddle River, Little Red Deer River, Little Smoky River, Logan River, MacKay River, Manyberries Creek, Matzhiwin Creek, McLeod River, Medicine River, Michichi Creek, Miette River, Milk River, Monitor Creek, Mosquito Creek, Muskeg River, Nordegg River, North Ram River, North Saskatchewan River, Oldman River, Onetree Creek, Owl River, Paddle River, Parlby Creek, Peace River, Peigan Creek, Pekisko Creek, Pembina River, Petitot River, Pinto Creek, Pipestone Creek, Pony Creek, Ram River, Raven River, Red Deer River, Redwillow River, Renwick Creek, Richardson River, Rosebud River, Ross Creek, Sage Creek, St. Mary River, Sand River, Sawridge Creek, Sheep River, Simonette River, Slave River, Smoky River, Sounding Creek, Sousa Creek, South Heart River, South Saskatchewan River, Steen River, Steepbank River, Stimson Creek, Strawberry Creek, Stretton Creek, Sturgeon River, Swan River, Threepoint Creek, Twelve Mile Creek, Vermilion River, Wabasca River, Wabash Creek, Waiparous Creek, Wandering River, Wapiti River, Waskahigan River, Waterton River, West Prairie River, Whitemud Creek, Whitemud River, Wildhay River, Willow Creek, Wolf River

### Flüsse inBritish Columbia
Akie River, Alouette River, Atnarko River, Ayton Creek, Barriere River, Beaver River, Bella Coola River, Big Creek, Blue River (North Thompson River), Blue River (Dease River), Bonaparte River, Bridge River, Browns River, Bulkley River, Bull River, Camp Creek, Capilano River, Carnation Creek, Cayoosh Creek, Cedar Creek, Chase Creek, Cheakamus River, Chemainus River, Chilcotin River, Chilko River, Chilliwack River, Clearwater River, Clowhom River, Coldstream Creek, Coldwater River, Columbia River, Coquihalla River, Coquitlam River, Cowichan River, Dean River, Duncan River, Eagle River (Dease River), Eagle River (Shuswap Lake), Eastcap Creek, Ecstall River, Elaho River, Elk River (Kootenay River), Elk River (Vancouver Island), Englishman River, Eutsuk River, Exchamsiks River, Farrell Creek, Finlay River, Fitzsimmons Creek, Fraser River, Gold River (Muchalat Inlet), Goldstream River, Granby River, Halfway River, Harris Creek, Harrison River, Heber River, Homathko River, Horsefly River, Hurley River, Illecillewaet River, Ingenika River, Iskut River, Jamieson Creek, Jennings River, Jordan River (Columbia River), Jordan River (Juan-de-Fuca-Straße), Karsiks River, Kemano River, Kettle River, Kicking Horse River, Kispiox River, Kitimat River, Kitlope River, Klinaklini River, Kluane River, Kootenay River, Kwinitsa River, Liard River, Lillooet River, McDonald Creek, McGregor River, Mesilinka River, Middle River, Mission Creek, Moberly River, Nanaimo River, Nass River, Nation River, Nechako River, Nicola River, Nicomekl River, Nithi River, Norrish Creek, North Thompson River, Okanagan River, Omineca River, Osilinka River, Ospika River, Oyster River, Pack River, Parsnip River, Peace River, Penfold Creek, Piggott Creek, Pine River, Pugh Creek, Quesnel River, Quinsam River, Salloomt River, Salmo River, Salmon River (Fraser River), Salmon River (Portland Canal), Salmon River (Shuswap Lake), Scotty Creek, Seymour River (Burrard Inlet), Seymour River (Shuswap Lake), Shuswap River, Similkameen River, Skagit River, Skeena River, Slesse Creek, Slocan River, Snake River, South Thompson River, Squamish River, Stave River, Stikine River, Swift River, Theodosia River, Thompson River, Toad Creek, Tofino Creek, Tsolum River, Tulameen River, Vaseux Creek, Vernon Creek (Nitinat River), Vernon Creek (Okanagan Lake), Watt Creek, Whiteman Creek, Yakoun River

### Flüsse inManitoba
Angling River, Antler River, Arrow River, Assiniboine River, Aux Marais, Badger Creek, Big Grass River, Birch River, Bird River, Birdtail Creek, Bloodvein River, Boyne River, Brokenhead River, Buffalo Creek, Burntwood River, Caribou River, Carrot River, Churchill River, Cochrane River, Conjuring Creek, Cooks Creek, Cypress Creek, Cypress River, Dauphin River, Deadhorse Creek, Deer River, Devils Creek, Elgin Creek, Elm Creek, Epinette Creek, Fairford River, Fisher River, Gainsborough Creek, Garland River, Gauer River, Gods River, Gopher Creek, Graham Creek, Grass River, Grassmere Creek, Gunisao River, Hayes River, Icelandic River, Joubert Creek, Kettle River, La Salle River, Limestone River, Little Beaver River, Little Churchill River, Little Morris River, Little Saskatchewan River, Little Souris River, Long River, Marsh River, McKinnon Creek, Medora Creek, Mink Creek, Morris River, Mossy River (Winnipegosissee), Mowbray Creek, Nelson River, Netley Creek, North Duck River, North Knife River, North Seal River, Oak Creek, Oak River, Ochre River, Odei River, Overflowing River, Pelican Creek, Pembina River, Pipestone Creek, Plum Creek, Rat River, Red River of the North, Roaring River, Rolling River, Roseau River, Roseisle Creek, Sapochi River, Saskatchewan River, Scissor Creek, Seal River, Seine River, Shannon Creek, Shell River, Silver Creek, Snowflake Creek, Souris River, South Knife River, South Seal River, South Tobacco Creek, Sturgeon Creek, Swan River, Taylor River, Tobacco Creek, Tourond Creek, Turtle River, Valley River, Vermilion River, Waskada Creek, Waterhen River, Weir River, Whitemouth River, Whitemud River, Whiteshell River, Wilson River, Winnipeg River, Woody River

### Flüsse inNew Brunswick
Anagance River, Aroostook River, Barnaby River, Bartibog River, Bartholomew River, Becaguimec Stream, Big Presque Isle Stream, Big Tracadie River, Black River, Canaan River, Cains River, Caraquet, Coal Branch River, Dennis Stream, Dungarvon River, Eel River (Saint John River), Grande Rivière, Green River, Hammond River, Iroquois, Jacquet River, Jemseg River, Kedgwick River, Kennebecasis River, Keswick River, Kouchibouguac River, Lepreau River, Little River, Little Southwest Miramichi River, Madawaska River, Magaguadavic River, Meduxnekeag River, Memramcook River, Middle Branch Nashwaaksis Stream, Middle River, Miramichi River, Musquash River, Nackawic Stream, Napan River, Nashwaak River, Nepisiguit River, Northwest Miramichi River, Oromocto River, Patapedia River, Petitcodiac River, Point Wolfe River, Pokemouche River, Pollett River, Quiddy River, Restigouche River, Richibucto River, Rusagonis River, St. Croix River, St. Francis River, Saint John River, Salmon River (Grand Lake), Salmon River (Saint John River), Serpentine River, Shepody River, Shogomoc Stream, Southwest Miramichi River, Tabusintac River, Tobique River, Turtle Creek, Upper Salmon River, Upsalquitch River

### Flüsse inNeufundland und Labrador
Adlatok River, Alexis River, Anaktalik Brook, Atikonak River, Bay du Nord River, Beaver River, Big River, Churchill River, Conne River, Eagle River, Eclipse River, Exploits River, Flowers River, Fraser River, Gander River, Garnish River, Great Rattling Brook, Goose River, Grey River, Harrys River, Hawke River, Highlands River, Humber River, Hunt River, Indian Brook (Halls Bay), Isle aux Morts River, Kaipokok River, Kanairiktok River, Kenamu River, Kepimits River, Kingurutik River, Kogaluk River, Kogluktokoluk Brook, La Poile River, Little Mecatina River, Little Salmonier River, Lloyds River, Long Harbour River, Main River, Main River (Double Mer), Minipi River, Mulligan River, Naskaupi River, North River (Okak Bay), North River (Süd-Labrador), Northeast Pond River, North West River, Notakwanon River, Paradise River (Neufundland), Paradise River (Sandwich Bay), Peters River, Pinus River, Pinware River, Pipers Hole River, Puttuaalu Brook, Rocky River, Romaine, St. Lewis River, St. Shotts River, Salmon Cove River, Salmon River, Salmonier River, Sand Hill River, Shoal Harbour River, Siorak Brook, South River, Southern Bay River, Terra Nova River, Tom Luscombe Brook, Torrent River, Upper Humber River, White Bear River (Neufundland), White Bear River (Sandwich Bay)

### Flüsse in denNordwest-Territorien
Acasta River, Anderson River, Arctic Red River, Baker Creek, Cameron River, Camsell River, Carcajou River, Caribou Creek, Coppermine River, Dease River, Emile River, Flat River, Ghost River, Großer Bärenfluss, Hanbury River, Hans Creek, Hay River, Hornaday River, Horton River, Indin River, Jean Marie River, Keele River, Liard River, Lockhart River, Mackenzie River, Marian River, Martin River, Rivière la Martre, Mountain River, North Nahanni River, Parent River, Redstone River, Rengleng River, Root River, Scotty Creek, Snare River, South Nahanni River, Taltson River, Trail Valley Creek, Travaillant River, Trout River, Waldron River, Willowlake River, Wopmay River, Yamba River, Yellowknife River

### Flüsse inNova Scotia
Abrams River, Afton River, Alder River, Annapolis River, Apple River, Aspy River, Avon River, Baddeck River, Barneys River, Barnhill River, Barrington River, Bass River, Bear River, Belliveau River, Big Caribou River, Black Avon River, Black River, Broad Cove River, Broad River, Caribou River, Chebogue River, Chéticamp River, Chezzetcook River, Chiganois River, Clam Harbour River, Clyde River, Cogmagun River, Cornwallis River, Costley River, Country Harbour River, Debert River, River Denys, Dewar River, Diligent River, East Noel River, East River, Economy River, Ecum Secum River, Farrells River, Five Mile River, Five Rivers, Folly River, Fox River, Garry River, Gaspereau River, Gays River, Georges River, Gold River, Goose River, Graham River, Grand Anse River, Grand River, Great Village River, Grosses Coques, Habitant River, Harrington River, River Hebert, Herbert River, Indian River, Ingonish River, Ingram River, Isaacs Harbour River, James River, River John, Kelley River, Kennetcook River, La Planche River, LaHave River, Larrys River, Liscomb River, Little Bass River, Little East River, Little Forks River, Little River, Little Sackville River, Little Salmon River, Little Shulie River, Little Tracadie River, MacCarrons River, Maccan River, MacKenzie River, Margaree River, Martins River, Meander River, Medway River, Mersey River, Meteghan River, Middle River (Bras d’Or Lake), Middle River (Mahone Bay), Milford Haven River, Mira River, Missaguash River, Moose River, Moser River, Mushamush River, Musquodoboit River, Nappan River, New Harbour River, Nictaux River, Nine Mile River, Noel River, North River, Northeast Margaree River, Ohio River, Pereaux River, Petite Rivière, River Philip, Pomquet River, Portapique River, Prospect River, Pugwash River, Quoddy River, Ramshead River, Rights River, Roman Valley River, Roseway River, Round Bay River, Sable River, Sackville River, St. Andrews River, St. Croix River, St. Francis Harbour River, St. Marys River, Salmon River (Bay of Fundy), Salmon River (Chedabucto Bay), Salmon River (Mira River), Sand River, Shelburne River, Shubenacadie River, Shulie River, Sissiboo River, Shinimicas River, Skye River, South River, Southampton River, Southwest Margaree River, Stewiacke River, Sutherlands River, Sydney River, Tennycape River, Terence Bay River, Tidnish River, Toney River, Tracadie River, Tusket River, Vaughns River, Wallace River, Walton River, Waughs River, West Bass River, West River, Wrights River

### Flüsse inNunavut
Armark River, Arrowsmith River, Asiak River, Aua River, Aukpar River, Back River, Baillie River, Barrow River, Bloody River, Boas River, Booth River, Borden River, Bullen River, Burnside River, Cleveland River, Coppermine River, Croker River, Curtis River, Dease River, Diana River, Dubawnt River, Fairy Lake River, Ferguson River, Ford River, Freshwater Creek, Gifford River, Gordon River, Hantzsch River, Harding River, Hayes River, Hone River, Hood River, Hornaday River, Isortog River, Isurtuq River, James River, Jungersen River, Kagloryuak River, Kaleet River, Kazan River, Kellett River, Kendall River, Koukdjuak River, Kunwak River, Kuunajuk (vormals Ellice River), Lorillard River, Mara River, McConnell River, McKeond River, McNaughton River, Murchison River, Nanook River, Perry River, Quoich River, Rae River, Richardson River, Roscoe River, Rowley River, Simpson River, Snowbank River, Soper River, Sutton River, Sylvia Grinnell River, Tammarvi River, Tha-anne River, Thelon River, Thlewiaza River, Tree River, Western River, Wilson River

### Flüsse inOntario
Abitibi River, Agawa River, Agnes River, Aguasabon River, Albany River, Alder Creek, Amable du Fond River, Arrow River, Asheweig River, Atikokan River, Attawapiskat River, Aubinadong River, Ausable River, River aux Sables, Avon River, Baldhead River, Bar River, Barron River, Batchawana River, Bayfield River, Bear Creek, Beaudette, Beaver Creek, Beaver River, Beaverton River, Beeton Creek, Berens River, Big Carp River, Big Creek, Big Otter Creek, Bighead River, Black Creek, Black River, Black Duck River, Black Sturgeon River, Blackwater River, Blanche River, Blind River, Bloodvein River, Bonnechere River, Boyne River (Beaver River), Boyne River (Lake of Bays), Boyne River (Otter Lake), Boyne River (Nottawasaga River), Bronte Creek, Brunswick River, Buck River, Buckshot Creek, Buells Creek, Burnley Creek, Burnt River, Canard River, Carp River (Oberer See, Ontario), Carp River (Ottawa River), Carrick Creek, Castor River, Cat River, Cataraqui River, Catfish Creek, Cedar Creek, Cedar River, Centreville Creek, Chalk River, Chapleau River, Cheepash River, Chippewa Creek, Chukuni River, Clare River, Clyde River, Cold Creek, Coldwater River, Collins Creek, Commanda Creek, Conestogo River, Coniston Creek, Credit River, Crowe River, Current River, Detroit River, Dingman Creek, Dodd Creek, Don River, Duffins Creek, East Humber River, East Oakville Creek, East River, Ekwan River, Emerson Creek, English River, Etobicoke Creek, Fall River, Fawn River, Fire River, Forks River, Fourteen Mile Creek, Frederick House River, French River, Gananoque River, Ganaraska River, Garden River, Gargantua River, Goulais River, Grand River, Grindstone Creek, Gull River, Harmony Creek, Harricanaw River, Hay River, Highland Creek, Hog Creek, Holland River, Hollow River, Hopkins Creek, Horner Creek, Humber River, Hunsburger Creek, Indian River (Lake Muskoka), Indian River (Mississippi River), Innisfil Creek, Ivanhoe River, Jackson Creek, Jeanettes Creek, Jersey Creek, Jock River, Junction Creek, Kagawong River, Kaministiquia River, Kapuskasing River, Kattawagami River, Kemptville Creek, Kenogami River, Kesagami River, Kettle Creek, Kopka River, Kwataboahegan River, La Vase River, Lady Evelyn River, Laurel Creek, Layton River, Little Maitland River, Little Pic River, Little River, Little Rouge River, Little White River, Longlegged River, Lynde Creek, Lynn River, Mad River, Madawaska River, Magnetawan River, Magpie River, Maitland River, Manitou River, Maskinonge River, Matawitchewan River, Mattagami River, Mattawa River, McGregor Creek, McIntyre River, McKellar River, McKenzie Creek, McVicar Creek, Medway Creek, Michipicoten River, Middle Maitland River, Middle Thames River, Millhaven Creek, Mimico Creek, Mindemoya River, Minsinakwa River, Missinaibi River, Mission River, Mississagi River, Mississippi River, Moira River, Montreal River (Oberer See, Ontario), Montreal River (Ottawa River), Moon River, Moose River, Mountjoy River, Muskoka River, Musquash River, Nagagami River, Nanticoke Creek, Napanee River, Nat River, Neebing River, Niagara River, Nine Mile River, Nipigon River, Nipissing River, Nith River, Nonquon River, Norberg Creek, North French River, North Magnetawan River, North Penetangore River, North River, North Thames River, North West Ganaraska River, Nottawasaga River, Oakville Creek, Ogoki River, Old Woman River, Ombabika River, Onaping River, Opasatika River, Opeongo River, Oshawa Creek, Oswego Creek, Otonabee River, Ottawa River, Oxbow Creek, Oxtongue River, Pagwachuan River, Parkhill Creek, Penetangore River, Perch Creek (Huronsee), Perch Creek (Oberer See), Perch Creek (Ottawa River), Petawawa River, Pic River, Pickerel River, Pigeon River, Pine River, Pineimuta River, Pipestone River, Pivabiska River, Pottawatomi River, Pottersburg Creek, Pretty River, Proctors Creek, Pukaskwa River, Rainbow Creek, Rainy River, Raisin River, Rankin River, Rawdon Creek, Red Hill Creek, Remi River, Restoule River, Reynolds Creek, Rideau River, Rigaud River, Robinson Creek, Root River, Roseberry River, Rouge River, Ruscom River, Sachigo River, Saint Marys River, Salmon River, Sankt-Lorenz-Strom, Sand River, Sauble River, Saugeen River, Schomberg River, Scugog River, Seine River, Seguin River, Serpent River, Severn River (Georgian Bay), Severn River (Hudson Bay), Shamattawa River, Shebandowan River, Sixteen Mile Creek (Boyne River), Sixteen Mile Creek (Niagara Region), Sixteen Mile Creek (Halton Region), Skootamatta River, South Maitland River, South Nation River, South Parkhill Creek, South Raisin River, South River, South Saugeen River, Soweska River, Spanish River, Speed River, Spencer Creek, Spey River, Steel River, Stokes River, Stoney Creek, Sturgeon River, Sydenham River, Talbot River, Tatachikapika River, Tay River, Taylor Creek, Teeswater River, Thames River, Trent River, Trout Creek, Turkey Creek, Turtle River, Twenty Mile Creek, Usiske River, Vermilion River (English River), Vermilion River (Spanish River), Wabigoon River, Wanapitei River, Wapesi River, Waubuno Creek, Welland River, West Humber River, White River, Whitefish River, Whitemans Creek, Whitesand River, Whitestone River, Whitson River, Wilket Creek, Wilmot Creek, Wilton Creek, Winisk River, Winnipeg River, Wolf River, Wye River, York River

### Flüsse aufPrince Edward Island
Bear River, Dunk River, West River, Wilmot River, Winter River

### Flüsse inQuébec
Aguanish, Arnaud, Ashuapmushuan, Rivière des Aulnaies, Rivière à la Baleine, Grande rivière de la Baleine, Petite rivière de la Baleine, Bécancour, Betsiamites, Broadback, Caniapiscau, Rivière au Castor, Chaudière, Coulonge, Delay, Du Gué, Dumoine, Eastmain, Rivière aux Feuilles, Gatineau, George, Harricana, Kanaaupscow, Kipawa, Koksoak, La Grande Rivière, Rivière du Lièvre, Magpie, Manicouagan, Manouane, Matapédia, Rivière aux Mélèzes, Métabetchouane, Rivière des Mille Îles, Mistassini, Mitis, Moisie, Mouchalagane, Nabisipi, Nastapoka, Natashquan, Nottaway, Olomane, Opinaca, Ouiatchouan, Rivière des Outaouais, Rivière aux Outardes, Patapédia, Péribonka, Rivière du Petit Mécatina, Rivière des Prairies, Ristigouche, Richelieu, Romaine, Rupert, Saint-Augustin, Saint-François, Saint-Jean, Saint-Maurice, Saint-Paul, Sainte-Marguerite, Saguenay, Sakami, Sankt-Lorenz-Strom, Sérigny, Témiscamie, Trenche, Turgeon, Vermillon, Wheeler, Yamaska

### Flüsse inSaskatchewan
Abitau River, Antelope Creek, Antler River, Assiniboine River, Bare Creek, Battle Creek, Bear Creek, Belanger Creek, Birch Creek, Boggy Creek, Boxelder Creek, Brightwater Creek, Canoe River, Carrot River, Churchill River, Cold River, Cooke Creek, Cottonwood Creek, Cutarm Creek, Denniel Creek, Dillon River, Dore River, Douglas River, Fond du Lac River, Frenchman River, Geikie River, Gibson Creek, Haultain River, Inverness Creek, Ironspring Creek, Jewel Creek, Jumping Deer Creek, Lanigan Creek, Lightning Creek, Lilian River, Lodge Creek, Long Creek, Lyons Creek, MacFarlane River, Magnusson Creek, McDonald Creek, Middle Creek, Montreal River, Moose Jaw River, Moose Mountain Creek, Moseley Creek, Mosquito Creek, Mossy River, North Saskatchewan River, Notukeu Creek, Pheasant Creek, Qu’Appelle River, Quill Creek, Red Deer River, Reindeer River, Ridge Creek, Romance Creek, Roughbark Creek, Rushlake Creek, Saline Creek, Saskatchewan River, Shepherd Creek, Short Creek, Smith Creek, Souris River, South Saskatchewan River, Stony Creek, Swift Current Creek, Wascana Creek, Waterfound River, Waterhen River, Wathaman River, Wheeler River, White Gull Creek, Whitesand River, Wood River, Yorkton Creek

### Flüsse imYukon-Territorium
Aishihik River, Alsek River, Beaver River, Big Creek, Big Salmon River, Black River, Bonnet Plume River, Dezadeash River, Firth River, Giltana Creek, Klondike River, Liard River, Nisling River, Old Crow River, Peel River, Pelly River, Porcupine River, Snake River, Stewart River, Tatshenshini River, Teslin River, White River, Wind River, Yukon River